# Croizatia neotropica
Croizatia neotropica là một loài thực vật có hoa trong họ Diệp hạ châu. Loài này được Steyerm. mô tả khoa học đầu tiên năm 1952.